# Gustav Petri
Gustav Petri (Gießen, 3 juni 1888 - vermoedelijk bij Drei Annen Hohne, 12 april 1945) was een kolonel van de Wehrmacht, die aan het eind van de Tweede Wereldoorlog weigerde de stad Wernigerode tegen de geallieerden te verdedigen. Daardoor kon Wernigerode op 11 april 1945 zonder strijd worden ingenomen. Petri werd door officieren van het Oberkommando van het 11e leger met deelname van de SS wegens weigering van een dienstbevel terechtgesteld. Tegenwoordig wordt hij "redder van Werningerode" genoemd omdat de historische stad bij de overgave geen schade opliep en er geen slachtoffers vielen.

## Leven
De ouders van Gustav Petri waren tabakshandelaar Carl Petri (1854–1912) en zijn vrouw Johanna (1861–1923), geboren Scheffler. Hij had een broer en twee zussen. Op 30 april 1919 trouwde hij met Henriette "Henny" Hettler (1892–1972). Ze kregen drie zoons waarvan twee in de Tweede Wereldoorlog omkwamen. De jongste zoon stierf in maart 2014. Petri volgde enkele jaren het gymnasium waarna hij een handelsopleiding in Herford voltooide. Aansluitend was hij tot maart 1908 filiaalleider van zijn stagebedrijf in Hannover.
Vervolgens diende hij een jaar als vrijwilliger bij het infanterieregiment "Kaiser Wilhelm" in Giessen, waar hij opklom tot "onderofficier reservestrijdkrachten". Omdat zijn vader ziek werd nam hij in 1910 op de leeftijd van 22 jaar de tabaksgroothandel over. Van 1911 tot 1913 nam hij aan diverse oefeningen van meerdere weken van zijn infanterieregiment deel.

### Eerste Wereldoorlog
Toen de Eerste Wereldoorlog uitbrak nam hij als leider van een peloton deel aan gevechten in Frankrijk en werd in oktober 1914 tot luitenant van de reserve bevorderd. Op 22 augustus raakte hij zwaargewond door een geweerschot in het gezicht, na genezing moest hij een kunstgebit dragen. Aan het eind van 1914 verkreeg hij het IJzeren Kruis 2e klasse. Vanaf februari 1915 nam hij deel aan gevechten aan het oostfront. Bij een gevecht kreeg hij een zware verwonding aan de arm en was pas na vijf maanden weer gevechtsklaar. Petri werd met de Hessische dapperheidsmedaille onderscheiden. In Roemenië kreeg hij twee schoten in het hoofd maar bleef bij de gevechtstroepen. In deze periode werd hij met het IJzeren Kruis 1e klasse onderscheiden. Voordat hij tot bataljonscommandant werd benoemd, ontving hij het ridderkruis van het Königlicher Hausorden von Hohenzollern. In 1918 werd hij opnieuw aan het westelijk front ingezet en ontving het gouden Verwundetenabzeichen (1918) voor vijfvoudige verwondingen. Na de nederlaag werd hij op 31 december 1918 met de rang van luitenant ontslagen en nam de tabaksgroothandel weer op zich.

### Tussen de oorlogen
De nederlaag was voor Petri een ontmoedigende ervaring, toch wilde hij net als vele anderen militair blijven. Hij werd actief bij de Vereinigte Vaterländische Verbände Deutschlands (VVVD) en richtte in 1925 in Giessen de Stahlhelm – Bund der Frontsoldaten op. Toen hieruit in 1931 SA-reserves werden gevormd, gaf Petri leiding aan een afdeling. In mei 1934 werd hij als Obersturmbannführer en leider van een reservegroep in de SA opgenomen. Hij nam deel aan Reichswehr-oefeningen en aan een leergang voor bataljonsleiders. Hij werd echter geen lid van de Nazipartij. Toen het Stahlhelm-collectief onderdeel werd van de NSDAP legde hij het leiderschap van zijn eenheid neer en verliet de SA. In 1936 verkocht hij de tabaksgroothandel en trad op 1 juli als Hauptmann toe tot de Wehrmacht, eerst bij het bedrijfsbureau in Kassel en daarna in de staf van de Landwehrkommandeurs in Darmstadt. In 1937 verhuisde de hele familie naar Darmstadt.

### Tweede Wereldoorlog
Aan het begin van de Tweede Wereldoorlog maakte Petri deel uit van de staf van de reserve van het 1e leger in de omgeving van Herxheim bei Landau/Pfalz, 25 kilometer van de Franse grens. Op 1 oktober 1939 werd hij tot majoor bevorderd. Na de wapenstilstand van 22 juni 1940 werd de 246e infanteriedivisie van de Wehrmacht waartoe hij behoorde tot begin 1941 met verlof gestuurd. Met deze divisie werd hij daarna als bataljonscommandant een jaar lang in Zuidwest-Frankrijk ingezet. Op 1 september 1941 werd hij van de reserve overgeplaatst naar de actieve troepen. Na de kerstvakantie werd de 246e divisie verplaatst naar het oostfront vlak voor Moskou. Op 11 februari 1942 werd hij als bataljonscommandant afgelost en overgeplaatst naar de staf. Op 1 maart 1942 werd hij bevorderd tot luitenant-kolonel. Een verwonding opgelopen op 16 april 1942 aan zijn linkerachterwerk was vrij ernstig; hij moest zich in Duitsland laten behandelen waar hij tot eind juni bleef. Na nog een korte periode aan het oostfront kwam hij in september 1942 opnieuw in Frankrijk terecht waar hij als veldcommandant werd ingewerkt. Rond de jaarwisseling van 1942/1943 werd Petri de ondergeschikte van de militaire bevelhebber in Frankrijk en als veldcommandant in Beauvais bij het beheren van het Département Oise ingezet.
Na de landing in Normandië op 6 juni 1944 begon de terugtrekking van de Wehrmacht. Petri werd op 1 juli 1944 tot kolonel bevorderd. Vanaf september werd zijn eenheid ingezet als achterhoededekking voor de zich terugtrekkende vechtende legers. Aan zijn eenheid werd in de loop van de terugtrekking geregeld personeel onttrokken. Via België en Luxemburg kwam hij in het Nederrijn-gebied. Rond de jaarwisseling 1944/45 nam hij deel aan het Ardennenoffensief. Na het mislukken ervan was hij in de Eifel bij de achterzijde van de terugtrekkende troepen actief en kwam daarna over de Rijn naar Hessen. Omdat zijn eenheid niet in de Ruhrkessel door de geallieerden werd ingesloten ontkwam hij naar de Harz waar hij onder het Oberkommando van het nieuw gevormde 11e leger kwam. Op de avond van 8 april 1945 bereikte hij Wernigerode.

## Weigering dienstbevel
Wernigerode was in april 1945 een stad waarin ongeveer 24.000 inwoners plus 21.000 vluchtelingen woonden; voorts nog gewonden in de 28 lazaretten, werknemers van elders en gevangenen. Hij installeerde zich met een kleine staf in "Haus Sonneneck" in het Mühlental; zijn andere medewerkers in de "Stadtgarten", de locatie van de plaatselijke kampcommandant. Zijn opdracht bestond vooral uit het afschermen van de achterzijde van de 11e Armee in de Harz. Daarom nam hij eerst contact met het plaatselijk bestuur op. De burgemeester van Wernigerode, Ulrich von Fresenius, zette zich in een gesprek met Petri ervoor in dat de stad buiten de gevechtslinie zou blijven. Dat was echter de verantwoordelijkheid van de kampcommandanten, die in deze tijd dagelijks wisselden.
Toen Petri in de nacht van 10 op 11 april door zijn meerdere in het Armeeoberkommando, kolonel Hans Linemann, telefonisch tot kampcommandant werd benoemd om Wernigerode tegen het aanvallende Amerikaanse leger te verdedigen, weigerde hij te gehoorzamen. Hiervoor werd hij de volgende dag bij Drei Annen Hohne nabij Elbingerode doodgeschoten. Het Oberkommando van het 11e leger hield dit tegenover zijn eenheid geheim, ook de plaats van executie werd niet genoemd. Met zijn weigering voorkwam hij op 11 april de vernietiging van de stad en de dood van veel mensen, kort voor het einde van de oorlog. Het 9e Amerikaanse leger kon Wernigerode vrijwel zonder gevechten bezetten.

## Persoonlijkheid
Volgens Peter Lehmann, die in 2013 een studie over het leven van Gustav Petri publiceerde, was hij sterk gevormd door zijn Pruisisch-militaire opleiding. De nederlaag van de Eerste Wereldoorlog ervoer hij als vernederend. Gustav Petri was geen verzetsstrijder in het Derde Rijk, was wel kritisch ten opzichte van de Nazi-partijleiding. In beoordelingen van zijn politieke houding tegenover het nationaalsocialisme door zijn meerderen werd hij als verpersoonlijking van de ideeën van het nationaalsocialisme omschreven. Peter Lehmann beoordeelt deze uitspraken als "gelegenheidsgetuigenissen", om een niet-aangepaste officier niet in gevaar te brengen. Officieren uit zijn staf rekenden Petri tot de scherpste tegenstanders van het nationaalsocialisme. Lehmann concludeert: Petri laveerde voortdurend tussen "afstand houden tot de Nazi-partij-ideologie" en "vervulling van zijn militaire plicht". In de dagboeken van Petri uit zijn tijd als veldcommandant in het Franse departement Oise staat geen woord over de toestand van de daar aanwezige krijgsgevangen- en interneringskampen noch de deportaties van politieke tegenstanders en joden. 
Het conflict tussen het nakomen of breken van de eed aan de Führer kwam tot uiting na de mislukte aanslag van 20 juli 1944, toen hij zich kritisch uitliet over de verhouding tussen de nationaalsocialistische regering en het Volksgerechtshof, maar geen woord over de erbij betrokken officieren uitte. In de slotfase van de oorlog noemde hij de inzet van 18-jarigen of jonger en van de Volkssturm contraproductief omdat ze geen praktische gevechtservaring hadden. Volgens hem was de inzet van frontsoldaten met gevechtservaring uit de Eerste Wereldoorlog nodig geweest. Voor een verzetsstrijder was hij volgens Lehmann te aarzelend, niet consequent genoeg. Na de invasie van de geallieerden in Normandië werd het Petri duidelijk dat de oorlog verloren zou gaan. In het geval van de verdediging van Wernigerode heeft hij als officier gedacht en als mens gehandeld. Dat maakt hem echter noch tot held, noch tot martelaar, niet tot een fascist en niet tot een antifascist.

## Na de oorlog

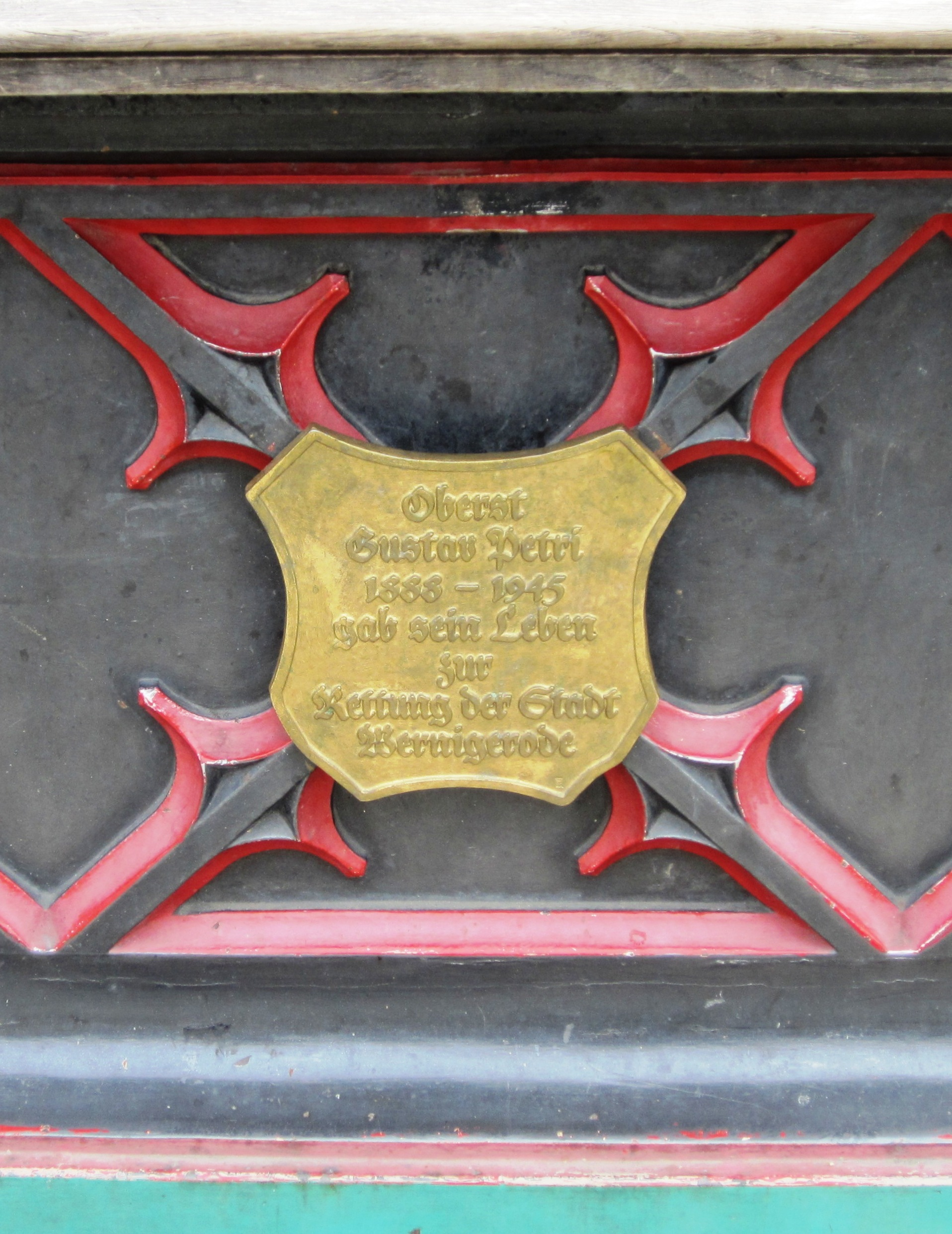
Plaquette bij Wohltäter-Brunnen

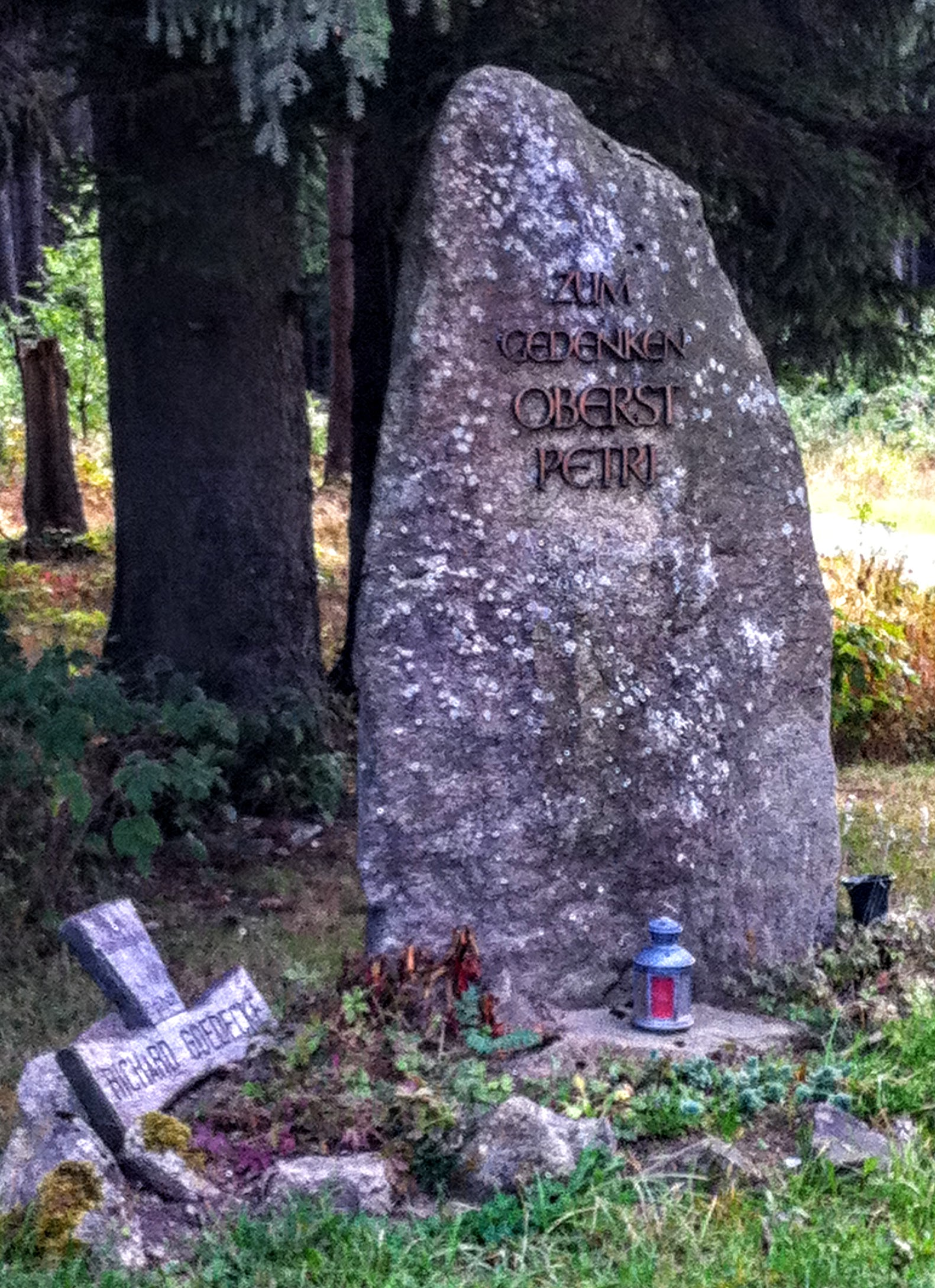
Gedenksteen in Drei Annen Hohne

De weigering van kolonel Gustav Petri bleef na de oorlog slechts bij weinigen bekend. Het Oberkommando van het leger gaf geen ruchtbaarheid aan zijn executie en DDR-leiders verhinderden een herdenking. Slechts de toenmalige predikant van Schierke, Ernst Teichmann hielp weduwe Henny Petri bij het zoeken naar het graf. Toen Teichmann in 1947 een klein oorlogskerkhof bij het station Drei Annen Hohne liet aanleggen voor het begraven van zes Wehrmacht-soldaten, plaatste hij twee extra kruisen. Op een ervan kwam zijn naam met datums te staan en de tekst "Hij gaf zijn leven tot redding van de stad Wernigerode" in het hout gegraveerd. Daarmee werd zijn naam voor het eerst openlijk in samenhang met de overgave van de stad zonder strijd genoemd.
In 1961 zond de DDR-televisie een vijfdelige miniserie Gewissen in Aufruhr uit, waarin de geschiedenis van kolonel Rudolf Petershagen (1901–1969) werd getoond. Ook Petershagen heeft Greifswald door het weigeren van een dienstbevel voor vernietiging behoed. Kort na de uitzending ontving de Gemeenteraad van Wernigerode een schrijven uit Potsdam waarin een herinnering aan Petri in Wernigerode werd voorgesteld. Er werden voorstellen gedaan voor een gedenksteen, het vernoemen van een straat en ander eerbetoon. Dit werd weliswaar in verschillende gremia van de stad besproken maar niet in daden omgezet. De daad van een officier van de "fascistische Wehrmacht" paste niet in het toenmalige geschiedenisbeeld van de DDR. Nadat in de Wochenpost de zaak werd opgepakt en geschiedenisonderzoeker Ernst Pörner in 1962 in het plaatselijke tijdschrift Unterm Brocken een artikel over Petri schreef werd het publiek in de DDR en de BRD op Gustav Petri opmerkzaam gemaakt.
Op 12 oktober 1961 kwam bij het openbaar ministerie van het Landgerichts Frankfurt am Main een aangifte binnen tot vervolging van een oorlogsmisdaad wegens het doden van Gustav Petri, die het OM reeds op 12 december 1961 afwees. Lehmann neemt aan dat in het toenmalig justitieel apparaat "het bewustzijn voor nationaalsocialistisch onrecht nog niet goed ontwikkeld was." Daarbij speelde mogelijk mee dat het Ministerie van Binnenlandse zaken na een jarenlang proces in 1958 positief had beslist op compensatie voor de weduwe van Petri.
In 1963 legden oorlogsveteranen uit Giessen op het graf van de familie Petri een gedenksteen met opschrift "Du gabst Dein Leben zur Rettung der Stadt Wernigerode".
In 1976 werden de stoffelijke overschotten bij Drei Annen Hohne in Blankenburg herbegraven. Bij de opgraving van de zes soldaten werden de beenderen van nog zes mensen ontdekt. Omdat ook een gebitsprothese werd gevonden werd eerst aangenomen dat dit van Petri was. Dat kon niet worden bevestigd omdat niet duidelijk was of het wel hoorde bij deze 12 skeletten. Het tot dan onderhouden gedenkkruis werd verwijderd.
Pas in 1991 werd een herinneringsplaquette  bij de Wohltäterbrunnen van Wernigerode aangebracht en sinds 1995 is een straat in Wernigerode naar Petri vernoemd. Bij Drei Annen Hohne herinnert sinds 1995 een gedenksteen aan hem.